# جون أدريان لويس هوب

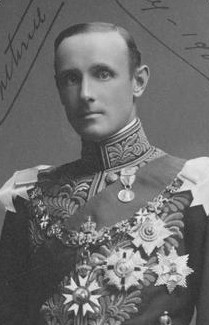
الماركيز جون هوب

جون أدريان لويس هوب (بالإنجليزية: John Adrian Louis Норе, 7th Earl of Hopetoun, 1st Marquess of Linlithgow) 'أول ماركيز ل لينليثغو' ( 25 سبتمبر 1860 م باسكتلندا ، 29 فيفري 1908 م بفرنسا)
وافقت المستعمرات الأسترالية على التوحد، لتشكيل كومنولث أستراليا من 1 يناير 1901.
شعبيت جون هوب في ولاية فيكتوريا وصداقته مع كبار السياسيين الأستراليين جعلته خيارا منطقيا ليكون أول حاكم عام لأستراليا.
اٍبتدئت فترة حكمه من 1 جانفي 1901 م اٍلى غاية 9 جانفي 1903 م ليخلفه فيما بعد هالام تينيسون